# Jaworowo-Trębki Stare
Jaworowo-Trębki Stare – wieś sołecka w Polsce położona w województwie mazowieckim, w powiecie nowodworskim, w gminie Zakroczym.
W latach 1975–1998 miejscowość administracyjnie należała do województwa warszawskiego.